# Adenophora kayasanensis
Adenophora kayasanensis är en klockväxtart som beskrevs av Siro Kitamura. Adenophora kayasanensis ingår i släktet kragklockor, och familjen klockväxter. Inga underarter finns listade i Catalogue of Life.